# 李璋 (嘉靖舉人)
李璋（15世紀—16世紀），號杏橋，湖廣荊州府公安縣人，明朝政治人物。

## 生平
李璋是用功讀書，寒暑無間，赴鄉試落榜後拿著衣服到文廟焚毀後再拜，妻子劉氏為他預備物資強迫再次赴考，是嘉靖四年（1525年）乙酉科湖廣鄉試舉人，授彭山知縣，免除地方苛政，興行惠政，四川人民稱頌，不久去世。

## 引用
1. 1 2  同治《公安縣志·卷六·人物志》：李璋，號杏橋，下帷攻苦，寒暑無間，錄科遺其名，取青衿詣文廟焚之再拜而出，妻劉預買舸備糗強令赴，大收得入闈，試出以文示同舍生，生曰：「售矣。」顧後予大怒唾之。已而果然中嘉靖乙酉舉人，仕蜀彭山令，蠲煩去苛，興行布愷，蜀人稱焉，未幾卒於官。